# Surfshark
Surfshark VPN – usługa oferowana przez firmę Surfshark, która zajmuje się cyberbezpieczeństwem i pomaga w ochronie cyfrowej prywatności. Oprócz tego dostarcza ona narzędzia takie jak system wykrywania wycieku danych, wyszukiwarkę bez reklam i systemów śledzących, antywirusa oraz automatyczny system usuwania danych osobowych z internetu.
W 2021 roku Surfshark połączył się z Nord Security, jednakże obie firmy nadal działają niezależnie.
Główna siedziba Surfshark znajduje się w Holandii, a oddziały znajdują się na Litwie, w Polsce i w Niemczech.

## Historia
Surfshark powstał w 2018 roku, prezentując swoją pierwszą aplikację VPN na urządzenia z systemem iOS. W tym samym roku rozszerzenia przeglądarki Surfshark przeszły zewnętrzny audyt przeprowadzony przez niemiecką firmę Cure53 zajmującą się cyberbezpieczeństwem.
W 2019 roku Surfshark uruchomił nowe funkcje „Surfshark Alert” i „Surfshark Search” oraz rozpoczął działalność badawczą, publikując pierwszy indeks Digital Quality of Life (DQL).
Później, w październiku 2019 roku, Surfshark stał się jednym z pierwszych dziesięciu dostawców usług VPN, którzy otrzymali certyfikat przyznany przez niezależny instytut IT-Security AV-TEST.
W 2020 roku Surfshark przeszedł na serwery oparte w 100% na pamięci RAM, wprowadził WireGuard i stał się założycielem oraz członkiem VPN Trust Initiative. Został też uznany przez CNN za najlepszy VPN roku 2020.
W 2021 roku Surfshark został uznany za najlepszy VPN przez Trusted Reviews Awards. W tym samym roku, uruchomił usługi „Surfshark Antivirus” oraz „Incogni”. Surfshark zdobył również nagrodę PCMag Editors Choice i pomyślnie przeszedł zewnętrzny audyt przeprowadzony przez Cure53.
W połowie 2021 roku Surfshark rozpoczął proces łączenia się z Nord Security, właścicielem popularnego NordVPN. Fuzja została sfinalizowana na początku 2022 roku, przy czym obie marki nadal działają niezależnie.
W sierpniu 2022 roku Surfshark nawiązał wyłączną współpracę z firmą NetBlocks, zajmującą się ochroną praw cyfrowych, w celu lepszego raportowania o odłączeniach Internetu.
W późniejszym okresie roku 2022, Surfshark zdecydował się zamknąć swoje fizyczne serwery w Indiach w odpowiedzi na nakaz CERT-In, który wymagał od firm przechowywania danych osobowych konsumentów przez pięć lat. W tym samym roku Surfshark wprowadził na rynek Surfshark Nexus oraz wraz z Nord Security zdobył status Jednorożca. Ponadto, firma wydała GUI dla Linuksa, osiągnęła liczbę 100 różnych lokalizacji serwerów na całym świecie i została umieszczona na liście „2022 Best Overall VPN” sporządzonej przez CNET.

## Technologia
W grudniu 2019 roku Surfshark wdrożył GPS-Spoofing dla Androida, pozwalając użytkownikom na ukrycie fizycznej geolokalizacji urządzenia poprzez zmianę jej na jedną z lokalizacji serwera. W swoich aplikacjach Surfshark wykorzystuje protokoły IKEv2 i OpenVPN. Wszystkie dane przesyłane przez serwery Surfshark są szyfrowane przy użyciu standardu szyfrowania AES-256-GCM. W tym samym roku, firma uruchomiła usługi „Surfshark Alert” i „Surfshark Search”.
W roku 2021 Surfshark wprowadził dwie nowe usługi – „Surfshark Antivirus” oraz „Incogni”. W tym samym roku firma wprowadziła także blokadę wyskakujących okienek związanych z plikami cookie, centrum powiadomień w aplikacji, nowe rozszerzenia do przeglądarek, a także aplikację dla systemu macOS. Dodatkowo, Surfshark rozpoczął proces przenoszenia swoich serwerów na połączenia o przepustowości 10 Gbps.
W lutym 2022 roku Surfshark wypuścił technologię Surfshark Nexus.
W maju 2022 roku Surfshark ogłosił wprowadzenie Linux GUI, a także dodanie funkcji ochrony w czasie rzeczywistym do Surfshark Antivirus. Ponadto, firma wprowadziła również nową funkcję pauzy do aplikacji VPN.
W sierpniu 2022 roku, Surfshark dodał funkcję ręcznego połączenia WireGuard.

## Cechy
Surfshark opracował aplikacje z GUI dla systemów iOS, macOS, Android, Windows i Linux. Dodatkowo, firma stworzyła rozszerzenia przeglądarkowe dla Chrome, Firefox i Microsoft Edge. Surfshark zapewnia również możliwość połączenia z routerami, konsolami do gier i telewizorami.
Surfshark akceptuje anonimowe metody płatności, nie ma ograniczeń przepustowości, używa serwerów opartych wyłącznie na pamięci RAM i działa w ramach ścisłej polityki no-logs. Oferuje protokoły połączeń OpenVPN, IKEv2 i WireGuard (dla aplikacji i ręcznych konfiguracji), aby bezpiecznie łączyć się z serwerami VPN.
Inne funkcje usługi Surfshark VPNto: Kill Switch, Pause VPN, Dynamic MultiHop (konfigurowalny podwójny VPN), Obfuscation, rotator IP, GPS spoofing, inteligentny DNS i Bypasser (dzielone tunelowanie).
Surfshark oferuje także funkcję CleanWeb, która zapobiega niechcianym reklamom i złośliwemu oprogramowaniu poprzez blokowanie ich na poziomie DNS. Ponadto, Surfshark umożliwia nieograniczoną liczbę jednoczesnych połączeń.

## Badania
W 2020 roku Surfshark przeprowadził badania oceniające cyfrową jakość życia (Digital Quality of Life – DQL) i samopoczucie użytkowników internetu. Badania te są aktualizowane co kwartał, a kraje, które osiągają najlepsze wyniki, są wybierane na podstawie dostępności internetu, jego jakości, infrastruktury elektronicznej, bezpieczeństwa i jakości władz.
Surfshark, oprócz badań DQL, zajmuje się także analizą światowej cenzury mediów społecznościowych, przypadków wyłączania dostępu do internetu oraz inwigilacją ze strony rządów. Nowe dane są systematycznie dodawane, gdy tylko połączenie internetowe zostaje zablokowane w którymś z krajów lub gdy władze rządowe naruszą prywatność użytkowników internetu.

## Współpraca partnerska
Surfshark jest jednym z członków założycieli VPN Trust Initiative, która została założona w 2020 roku. Wszyscy członkowie muszą przestrzegać zasad VTI, zapewniając, że firmy członkowskie są bezpieczne, zaufane i przejrzyste dla swoich użytkowników.
W sierpniu 2022 roku Surfshark nawiązał partnerstwo z organizacją monitorującą internet – NetBlocks. To połączenie wynikło z harmonii wizji obu organizacji oraz wspólnych celów, takich jak zwiększenie świadomości i dostarczenie większej liczby narzędzi do informowania o zakłóceniach w globalnej sieci.
W roku 2022 Surfshark przyłączył się do EDRi, największej europejskiej sieci działającej na rzecz obrony praw i wolności cyfrowych. Również w tym samym roku Surfshark dołączył do The Global Encryption Coalition (GEC), aby wspierać i promować mocne szyfrowanie.
Surfshark nawiązał również współpracę z The Internet Society, aby zwiększać świadomość na temat koncepcji Splinternetu. Ponadto, firma współpracowała z Electronic Frontier Foundation (EFF), aby omawiać technologie związane z nadzorem Internetu i danych oraz ich potencjalne konsekwencje.

## Nagrody
- Rozwiązanie VPN roku w konkursie CyberSecurity Breakthrough Awards 2022[21]
- CNet Editor’s Choice Oct '22[22]
- CanalTech Most Popular VPN Service 2022 (Brasil)[23]
- PCWorld Verified Product 2022 (Polska)[24]
- Surfshark Antivirus Virus Bulletin certification[25]
- SourceForge Fall Category Leader 2022 r.[26]
- TechRadar Work from Home Must-Have App 2021 r.[27]
- Trusted Review Best VPN 2022 r.[28]
- Cybersecurity Excellence Award Gold 2021 r.[29]